# Hybrid Theory (EP)
Hybrid Theory es un EP de la banda de rock Linkin Park (en esos momentos llamado Hybrid Theory) lanzado en 1999. Cronológicamente, es el primer álbum de la banda. Sólo fueron vendidas 1000 copias, de las cuales algunas fueron enviadas a Warner Records.
La portada del disco, en la que sale un feto con el cordón umbilical, está hecha y dibujada por el cantante y rapero Mike Shinoda, también productor del disco, mientras que la portada trasera fue dibujada por el DJ de la banda Joe Hahn.

## Datos del álbum
El álbum fue un disco exclusivo para los miembros 'Underground', o que pertenecen a lpunderground.com, o la página oficial de los fanáticos de Linkin Park, hasta la salida del relanzamiento de Hybrid Theory por la conmemoración de su aniversario número 20 siendo lanzado para el público general por primera vez en su historia. El álbum fue lanzado en 1 de mayo de 1999, contiene 6 pistas y una pista oculta, que comienza al minuto 10:00 de la pista #6 (Part of Me), muchos fans han llamado a este instrumental como "Secret" o "Ambient". Aun así, la instrumental es mencionada en los créditos como "Track 7" siendo producida en su totalidad por Mike Shinoda. Solo 1000 copias de este álbum fueron lanzadas, muchas de ellas enviadas a sellos discográficos, y el resto a fans que apoyaron a la banda durante esos tiempos.
| N.º   | Título         | Escritor(es) | Duración |  |
| 1.    | «Carousel»     |              | 3:02     |  |
| 2.    | «Technique»    |              | 0:40     |  |
| 3.    | «Step Up»      |              | 3:56     |  |
| 4.    | «And One»      |              | 4:31     |  |
| 5.    | «High Voltage» |              | 3:31     |  |
| 6.    | «Part Of Me»   |              | 12:42    |  |
| 28:23 |                |              |          |  |

## Personal
- Chester Bennington: Voz
- Rob Bourdon: Batería
- Kyle Christener: Bajo
- Brad Delson: Guitarrista
- Joe Hahn: Turntablism, Programaciones, Sampler
- Mike Shinoda: Voz, Programaciones, Productor, Rapero, ocasionalmente Guitarrista